# Xylocopa albinotum
Xylocopa albinotum is een vliesvleugelig insect uit de familie bijen en hommels (Apidae). De wetenschappelijke naam van de soort is voor het eerst geldig gepubliceerd in 1926 door Matsumura.